# Ordem (distinção)

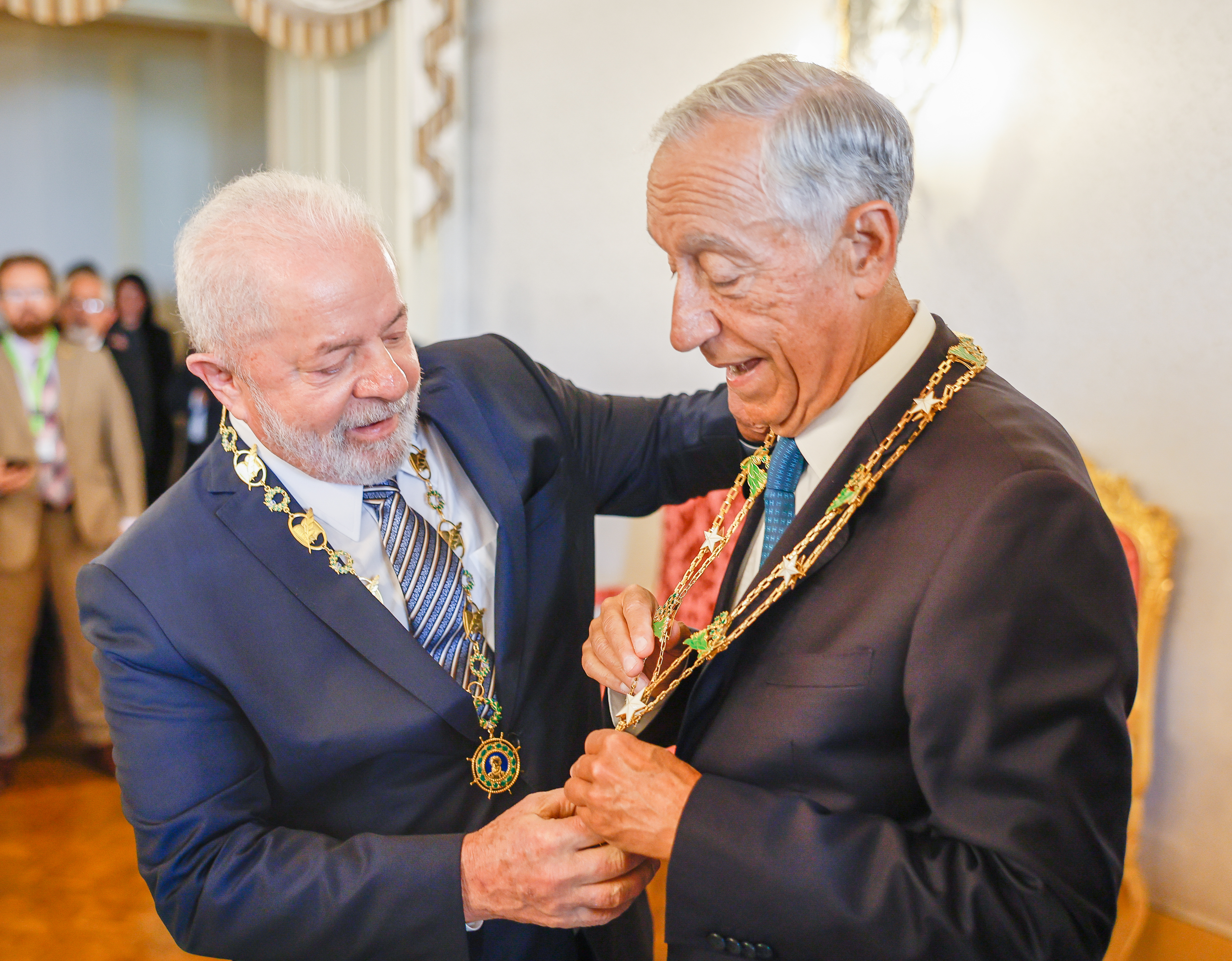
O Presidente do Brasil Luiz Inácio Lula da Silva condecora o Presidente de Portugal com o Grande-Colar da Ordem Nacional do Cruzeiro do Sul, a mais prestigiosa ordem honorífica concedida pelo Estado brasileiro a dignitários estrangeiros, em 2023.

Uma ordem é uma honra visível concedida por um estado soberano, monarca, casa real dinástica ou organização a um destinatário, tipicamente em reconhecimento do mérito individual. As ordens nacionais modernas e Ordens de mérito desenvolveram-se no século XIX, emergindo fora da cultura das ordens militares, nomeadamente das ordens de cavalaria, da Idade Média.

## Terminologia
A palavra ordem (em latim: ordo), no caso referido neste artigo, pode ser traçado de volta a cultura das ordens de cavalaria, incluindo ordens militares, que por sua vez remetem o nome de suas organizações às ordens religiosas.
A distinção moderna entre ordens e condecorações é um tanto vaga, exceto que muitas ordens de cavalaria históricas implicam em uma adesão em um grupo, tipicamente uma confraria. Em poucas ordens europeias exclusivas, a adesão é ou foi limitada em número. Ordens frequentemente surgem em múltiplas classes, incluindo cavaleiros e damas em imitação das ordens de cavalaria originais, que devem ou não serem comparadas nas condecorações.

## História
Ordens nacionais modernas, ordens de mérito, e condecorações, emergiram da cultura das ordens de cavalaria que se estabeleceu na Idade Média, originalmente as ordens militares, e das Cruzadas, que por sua vez, surgiram das ordens religiosas católicas.
Enquanto estas ordens de cavalaria foram "sociedades, companhias e universidades de cavaleiros", fundadas pela Santa Sé ou monarcas europeus em imitação das ordens militares das Cruzadas, permitindo adoção em tais sociedades gradualmente desenvolvidas dentro de uma honra que poderia ser concedida em reconhecimento de serviço ou garantir a fidelidade de uma certa clientela. Algumas destas grandes honras da Europa moderna, tais como a Ordem do Tosão de Ouro da Espanha, Ordem da Jarreteira da Inglaterra, Ordem do Elefante da Dinamarca e Ordem do Cardo-selvagem da Escócia, foram criadas durante esta época. Elas foram essencialmente cortesas na natureza, caracterizadas pelas relações pessoais reservadas entre os membros das ordens e os soberanos das ordens.

## Ordens dinásticas

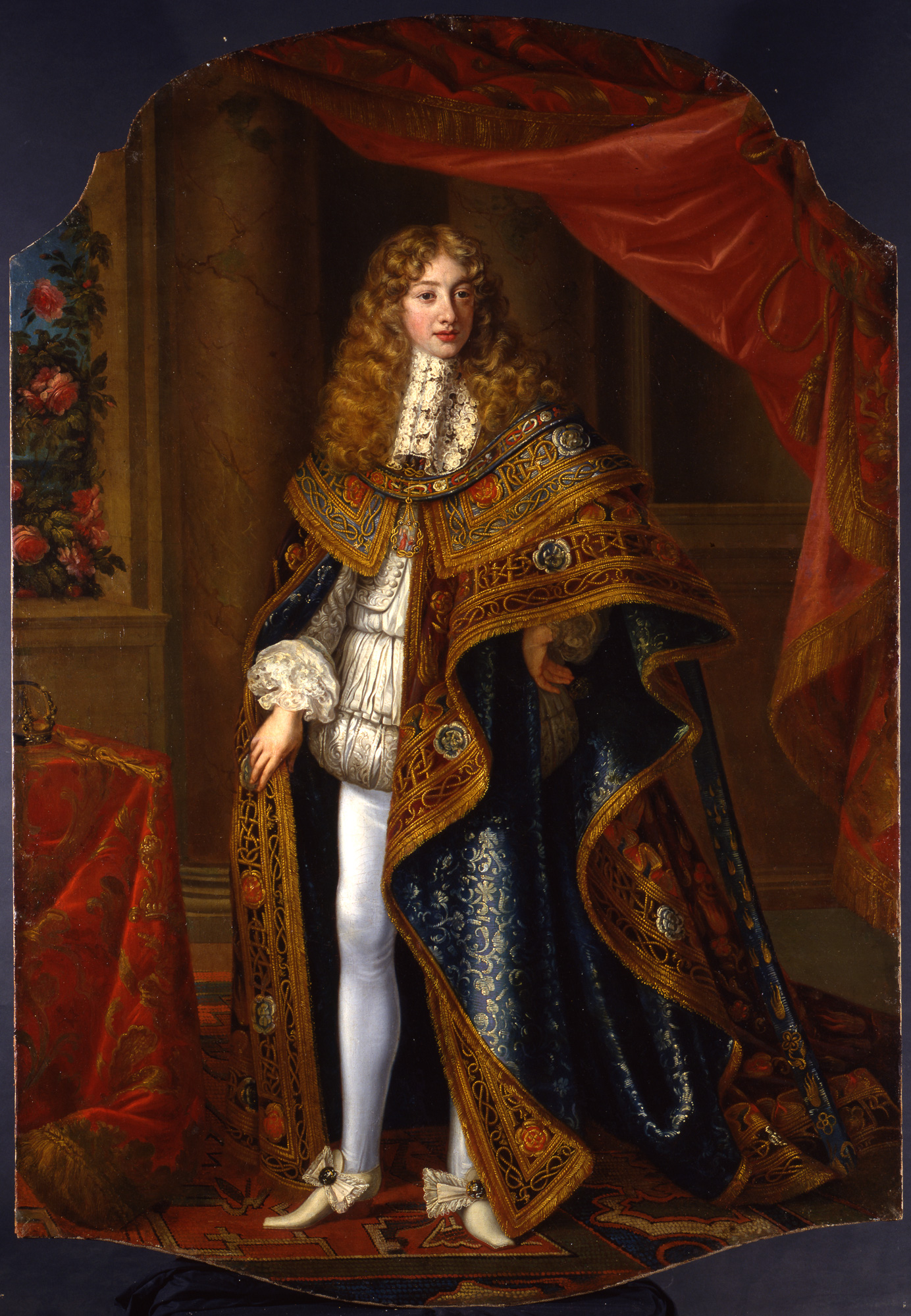
Vítor Amadeu II como grão-mestre da Santíssima Anunciação, atualmente reconhecida como um ordem dinástica da Casa de Saboia.

Na época do Renascimento, muitos monarcas europeus tinham ou adquirido uma ordem existente de cavalaria, ou criado suas próprias ordens, para recompensar civis dedicados e especialmente oficiais militares. Tais ordens permaneceram fora do alcance do público em geral, entretanto, como sendo de posição nobre ou de nascimento nobre foi geralmente um pré-requisito para ser admitido.
No século XVIII, estas ideias gradualmente mudaram e as ordens desenvolveram-se de "sociedades honrosas" para honras visíveis. Um exemplo deste gradual desenvolvimento podemos ver em duas ordens fundadas por Maria Teresa da Áustria. Enquanto a Ordem de Maria Teresa (1757) foi aberta para qualquer oficial militar digno, independentemente de origem social, e concederia títulos de nobreza para aqueles que ainda não tivessem, a Ordem de Santo Estêvão da Hungria (1764) ainda exigia que os membros tivessem ao menos quatro gerações de antepassados nobres.
Ainda hoje, muitas ordens dinásticas são concedidas por famílias reais a indivíduos respeitáveis por serviços e façanhas.

## Tipos de ordens

### Ordens de mérito

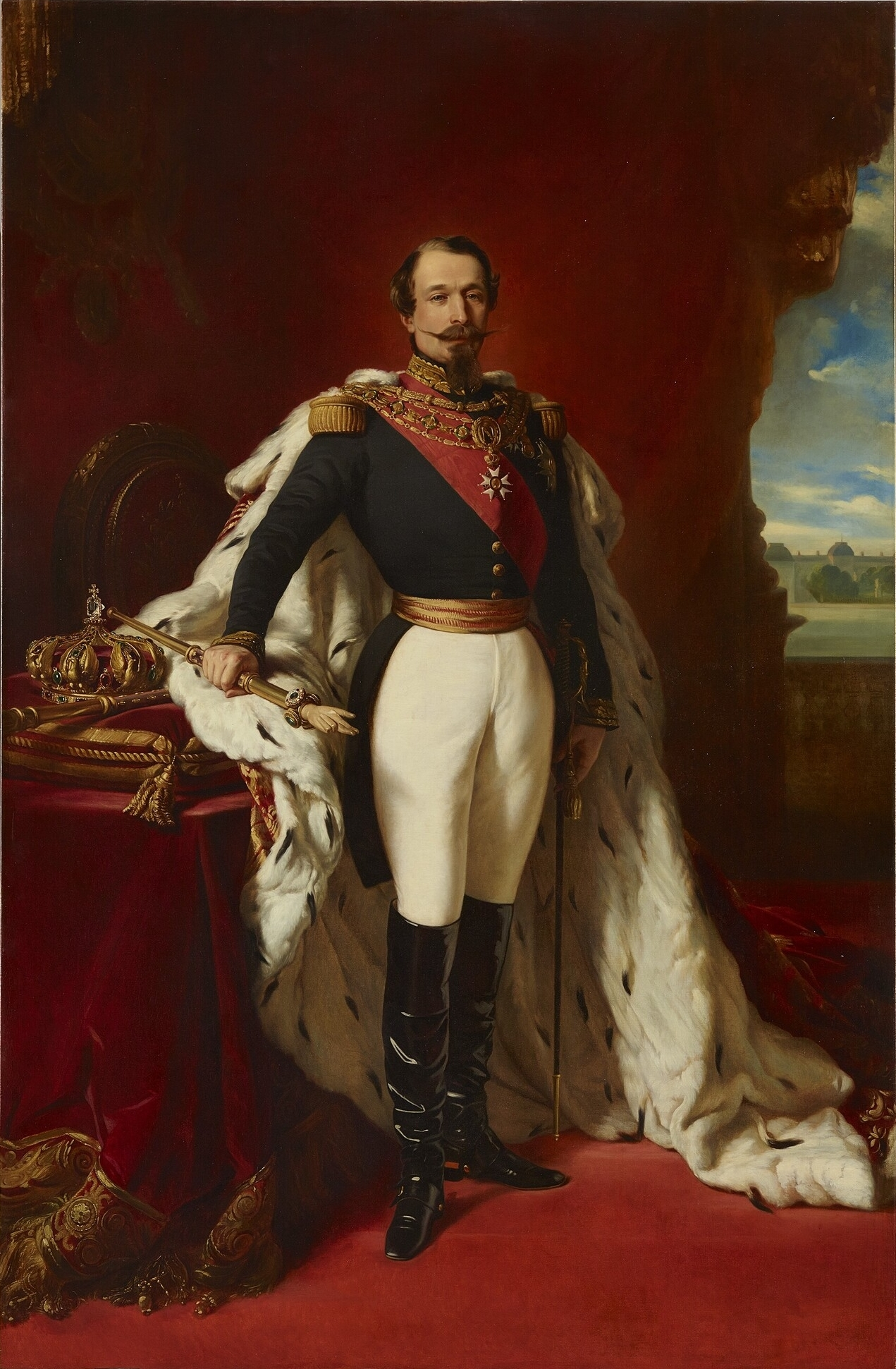
Napoleão III portando faixa e grã-cruz da Ordem da Legião de Honra, ordem honorífica de alto prestígio fundada por seu tio, Napoleão I, em 1802.

Em 1802 Napoleão criou a Ordem Nacional da Legião de Honra, que poderia ser concedida a qualquer pessoa, independentemente de status, por bravura em combate ou por 20 anos de serviço notável. Enquanto ainda conservando muitos aparatos de uma ordem de cavalaria, ela foi a primeira ordem de mérito nacional moderna e ainda é o maior prêmio na França. A Legião de Honra francesa serviu como modelo para numerosas ordens de mérito modernas no mundo ocidental, tais como a Ordem de Leopoldo na Bélgica (1832) e a Ordem do Império Britânico no Reino Unido (1917). Curiosamente, ordens de mérito baseadas na Legião de Honra francesa tipicamente mantém cinco classes, em conformidade com hábitos de ordens de cavalaria.
Nos países comunistas, ordens de mérito geralmente surgem de uma a três classes, com apenas um distintivo desgastado com ou sem uma fita no timbre. Um exemplo de ordem de mérito comunista foi a Ordem de Lenin de uma classe da União Soviética (1930). Ao contrário das ordens ocidentais, entretanto, ordens comunistas poderiam ser concedidas mais de uma vez por indivíduo. Depois do colapso do bloco soviético, muitos países do Leste Europeu reverteram a ordens de estilo ocidental originalmente estabelecidas antes da ascensão do comunismo.
Hoje muitos países têm alguma forma de ordem de mérito ou condecorações nacionais. Ambas, a Ordem do Elefante Branco da Tailândia e a Ordem do Sol Nascente do Japão têm mais de 100 anos. No Canadá e em alguns reinos da Commonwealth, a Ordem de Mérito é a maior honra civil. O Canadá possui a Ordem do Canadá e ordens provinciais, como a Ordem da Nova Escócia. A Austrália possui a Ordem da Austrália, e a Nova Zelândia concede a Ordem da Nova Zelândia e a Ordem do Mérito da Nova Zelândia. A Ordem de Mapungubwe é a maior honra na África do Sul, enquanto as Ordens de Luthuli, e a Baobab existem ao lado de outras condecorações. Os Estados Unidos concedem a Medalha de Honra aos membros de suas forças militares para atos de bravura, e a Medalha Presidencial da Liberdade e a Medalha de Ouro do Congresso para civis.  A Legião do Mérito é a única condecoração dos Estados Unidos que pode ser emitida em graus de concessão (muito parecido com uma ordem de cavalaria ou certa ordem de mérito), mas os graus de concessão são feitos apenas a cidadãos estrangeiros, tipicamente oficiais militares seniores ou oficiais de governo.
A Suíça não concede qualquer ordem. O artigo 12 da Constituição suíça de 1848 proibia a aceitação de honras e títulos por cidadãos suíços. A atual Constituição de 1999 não tem proibição específica, mas um decreto federal efetivamente continua a proibição de restrição de titulares de ordens estrangeiras de ocupação de cargos públicos.
Em 1974 o governo da Suécia passou uma regulamentação proibindo o monarca da Suécia de conceder a adoção em ordens a cidadãos suecos. As ordens em si mesmas não foram abolidas, mas apenas a Real Ordem do Serafim e a Polar Star (ambas fundadas em 1748) continuam a ser premiadas, e apenas para cidadãos estrangeiros e indivíduos apátridas. Em 1995 a regulamentação foi alterada, permitindo o monarca conferir as duas Ordens ativas remanescentes a membros da família real sueca.
Ordens modernas são geralmente abertas a todos os cidadãos de um país particular, independentemente de status, sexo, raça ou credo; pode haver uma idade mínima para elegibilidade. Nomeações são feitas ou por cidadãos privados ou por oficiais de governo, dependendo do país. Uma ordem pode ser revogada se o titular é condenado de um crime ou renúncia de cidadania. Algumas pessoas nomeadas por uma concessão recusam ela.